# David Webster

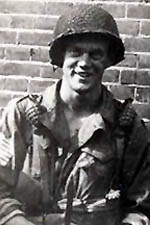
David Webster

David Kenyon Webster (New York, 2 juni 1922 - Grote Oceaan, 9 september 1961) was een Amerikaans soldaat, journalist en schrijver. Tijdens de Tweede Wereldoorlog vocht hij in Easy Company van het 506th Parachute Infantry Regiment, 101e Luchtlandingsdivisie, beschreven in het boek en de televisieserie Band of Brothers. 

## Tweede Wereldoorlog
Na twee jaar op Harvard College Engelse literatuur te hebben gestudeerd, meldde David Webster zich in 1942 aan bij de paratroepers van de 101e Luchtlandingsdivisie. Webster had dit niet hoeven doen, want zijn ouders hadden genoeg connecties om hem uit dienst te houden of een makkelijk kantoorbaantje te regelen. Webster was echter onder de indruk van de Engelse schrijvers die de Eerste Wereldoorlog hadden meegemaakt en aangezien hij zelf schrijver wilde worden, meldde Webster zich aan bij de paratroepers. Hij volgde zijn training met Fox Company in Camp Toccoa in de staat Georgia, waarna Webster naar Europa werd gezonden. Hij nam deel aan Operation Chicago tijdens D-Day met Headquarters Company. Vervolgens werd Webster overgeplaatst naar Easy Company voor Operatie Market Garden in Nederland. In Nederland raakte Webster in het gebied van de grote rivieren (The Island genoemd door de Amerikanen) gewond aan zijn been en kwam in een Engels ziekenhuis terecht. Hij miste daardoor de Slag om de Ardennen. Webster kwam in februari 1945 weer bij Easy Company, waarna hij bij de compagnie bleef tot de capitulatie van Duitsland en later Japan in zomer 1945. Webster eindigde de oorlog als soldaat eerste klasse.

## Na de oorlog
Toen David Webster terugkeerde naar de Verenigde Staten, werd hij journalist bij de Wall Street Journal en de L.A. Daily News. Bovendien schreef Webster enkele boeken en artikelen over zijn ervaringen tijdens de oorlog en zijn hobby's:
- Parachute Infantry: An American Paratrooper's Memoir of D-Day and the Fall of the Third Reich: een boek over zijn oorlogservaringen. In het tweede hoofdstuk, getiteld The windmills were wonderful beschrijft hij zijn ervaringen in Nederland. Dit boek werd echter pas 33 jaar na de dood van David Webster uitgebracht, aangezien eerder niemand geïnteresseerd leek in het manuscript. Stephen Ambrose, auteur van Band of Brothers, schreef het voorwoord.
- Myth and Maneater, the Story of the Shark (1952): een non-fictie boek over haaien.
- We Drank Hitler's Champagne (mei 1953): een artikel over zijn oorlogservaringen.
- They Ride the Wild Waves (juni 1958): een artikel over surfen.
- The Night Before D-Day (oktober 1959): een artikel over zijn oorlogservaringen.

Op 9 september 1961 ging hij bij Santa Monica de Grote Oceaan op om te vissen op haaien. De volgende morgen werd zijn boot beschadigd en leeg aangetroffen op zee en Webster werd nooit terug gevonden. David Webster liet een vrouw en drie kinderen achter.

## Band of Brothers
In de miniserie Band of Brothers wordt het personage van David Webster vertolkt door acteur Eion Bailey. Aflevering 8, The Last Patrol, wordt verteld vanuit het oogpunt van Webster wanneer hij in februari 1945, na vijf maanden revalidatie, terugkeert bij Easy Company.